# After the Ball (Lied)

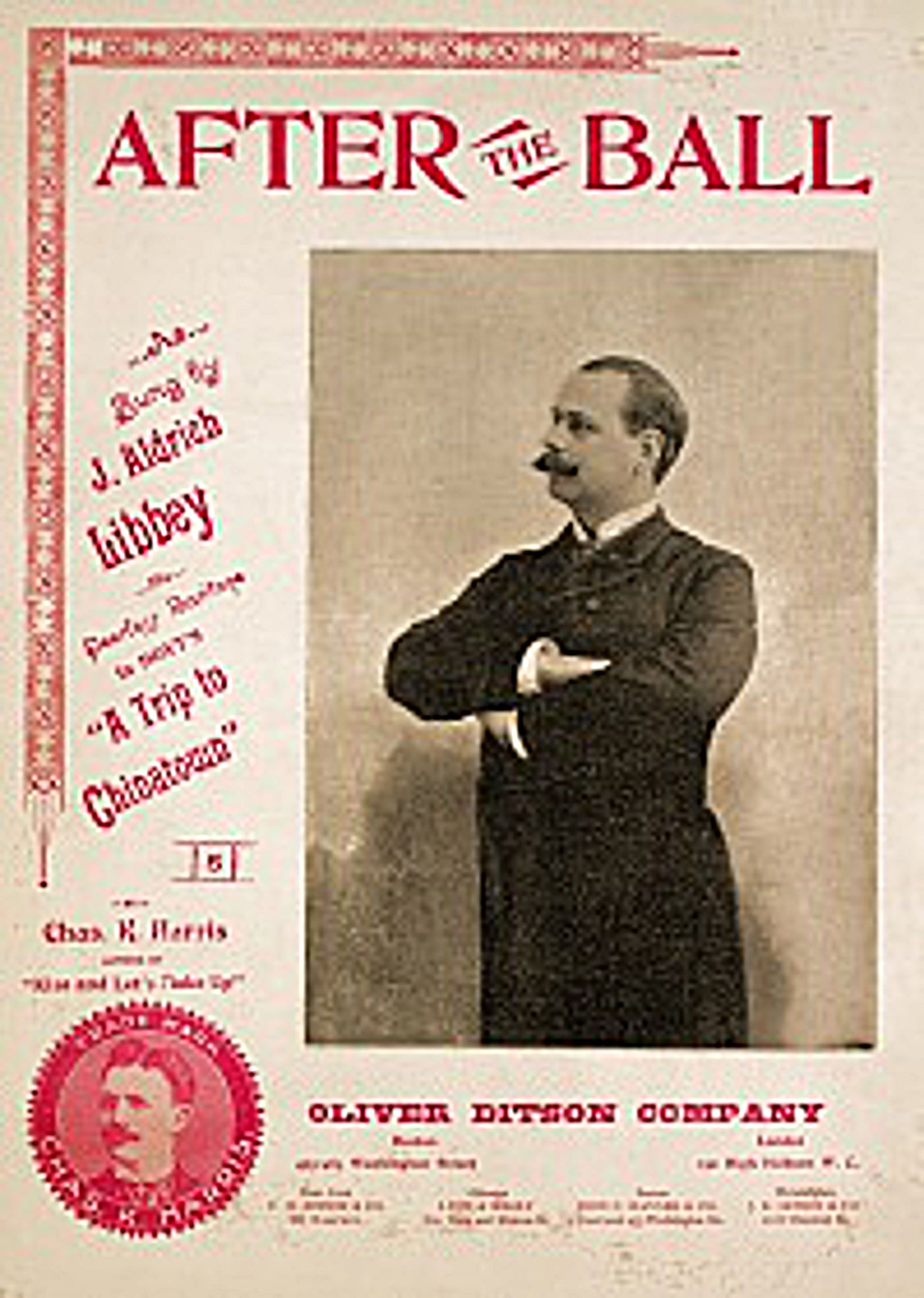
Titelblatt der Notenausgabe von 1892

After the Ball ist ein Musikstück des US-amerikanischen Komponisten Charles K. Harris aus dem Jahr 1892. Innerhalb weniger Jahre verkaufte das Stück über fünf Millionen Exemplare als Notenausgabe. Es gilt damit als der erste Millionenerfolg der Musikgeschichte und wird zugleich häufig als erster Tin-Pan-Alley-Hit eingestuft.

## Text und Musik
Text und Musik stammen von Harris. Die Ballade ist ein lebhafter Walzer mit drei Strophen, zwischen denen jeweils einmal der Refrain zu hören ist.
Ein alter Mann erzählt seiner Nichte auf die Frage, warum er allein sei, die Geschichte vom Zerbrechen seiner großen Liebe in einer Ballnacht, als er seine Geliebte einen anderen Mann küssen sah. Erklärungsversuche ihrerseits wies er beharrlich zurück. Sie starb, ohne dass beide sich wieder sahen. Später erhielt er einen Brief des Mannes, den seine Geliebte geküsst hatte. Es stellte sich heraus, dass er ihr Bruder war; sie starb an gebrochenem Herzen.

## Geschichte

### Entstehung
Bei einer Reise nach Chicago 1892 wurde Harris in einem Tanzlokal Zeuge der Auseinandersetzung zweier Liebender. Aus dieser Beobachtung heraus entwickelte er die Geschichte hinter After the Ball. In der ursprünglichen Version wurde die Geschichte der verlorenen Liebe noch von einem Vater seiner Tochter erzählt, nach einiger Zeit veränderte Harris die Erzählsituation jedoch hin zur Nichte, da die Ausgangssituation andernfalls „ungebührlich“ hätte wirken können.
After the Ball wurde nach seiner Komposition über ein Jahr von keinem Interpreten gesungen. Ausschlaggebend war laut Harris die Tatsache, dass es ungewöhnlich lang war und – unüblich für diese Zeit – eine in sich abgeschlossene, dramatische Geschichte erzählte.

### Durchbruch
Harris berichtet, aufgrund seiner beharrlichen Bemühungen habe May Irwin das Stück am Broadway uraufgeführt und damit eine Sensation ausgelöst. Anderen Quellen zufolge wurde das Stück erstmals in Chicago von einem Amateur aufgeführt und scheiterte, weil dieser den Text vergaß. Im Bijou Theatre in Chicago führte es dann James Aldrich Libbey erstmals professionell auf – allerdings nur nach Zahlung von 500 Dollar; er sang es in der Pause einer Matinee. Seine Darbietung wurde mit fünf Minuten langem Applaus honoriert und führte zum Durchbruch des Stückes. Harris erhielt in kurzer Frist so viele Bestellungen, dass er sich Geld leihen musste, um die ersten 75.000 Ausgaben des Stückes zu drucken.
Libbey spielte das Stück nun im Rahmen des Musicals A Trip to Chinatown, es war seine Präsentation, die besonders zum Erfolg des Stückes beitrug. An der Küste popularisierte Richard Jose das Stück und Helen Mora sang es überall in den USA in Vaudeville-Theatern. John Philip Sousa schätzte das Stück ebenfalls, er spielte es 1893 auf der World’s Columbian Exposition, der Weltausstellung in Chicago, die Darbietung wurde, eine Premiere im Showgeschäft, begleitet von Lichtbildern.

### Auswirkungen
After the Ball verkaufte sich als Notenblatt innerhalb weniger Jahre nach seiner Ausgabe über 2 Millionen Mal, insgesamt über 5 Millionen Mal. Ein solcher Erfolg war zuvor noch keinem Musikstück gelungen. Unmittelbar nach dem Durchbruch erzielte Harris zeitweise Einnahmen in Höhe von bis zu 25.000 Dollar pro Woche.
Harris verlegte alle seine Stücke, auch After the Ball, selbst, der enorme Erfolg von After the Ball ermöglichte ihm 1894 die Gründung seines eigenen Musikverlages in New York. Er war auch äußerst erfolgreich aktiv als Lobbyist zur Einführung eines Copyrights. Das frühe Schutzdatum von After the Ball führte dazu, dass es zugleich auch der erste Millionenhit war, dessen Copyright im Jahr 1948 auslief.
Das Stück war ein enormer Erfolg in den Gay Nineties und wurde Teil des kollektiven Gedächtnisses einer Generation. So zeigte es dann auch in den Jahrzehnten danach noch einiges Nachleben, so z. B. als historisches Element in den Filmen San Francisco aus dem Jahr 1936 und, gesungen von Alice Faye, 1940 in Lillian Russell.
Nach dem Zweiten Weltkrieg geriet das Stück in Vergessenheit, 1964 nahmen es The Blue Sky Boys für ihr Livealbum In Concert 1964 auf. Heute ist es kaum mehr zu hören, mit Ausnahme von Aufführungen des Musicals Show Boat, in dessen zweitem Akt es fester Bestandteil ist. Seine historische Bedeutung ist unbestritten; so nannte Ian Whitcomb sein Werk zur Frühgeschichte der US-amerikanischen Popmusik nach dem Stück After the Ball.

## Nachweise
1. 1 2 3 4  R. Grant Smith: From Saginaw Valley to Tin Pan Alley: Saginaw’s contribution to American popular music, 1890–1955, 1998, ISBN 0814326587, S. 43–55
2. 1 2 3  Charles K. Harris: How To Write A Popular Song, New York, 1926, S. 2.
3. ↑  Timothy E. Scheurer: American Popular Music, ISBN 0-87972-468-4, 1990, S. 88
4. 1 2  William Emmett Studwell: The Americana song reader, ISBN 0789001500, 1997, S. 7–8
5. ↑  Dave Laing: A voice without a face: popular music and the phonograph in the 1890s In: Popular Music, 1991, Volume 10:1, S. 6–7
6. ↑  Jack Burton: Honor Roll of Popular Songwriters, In: Billboard, 29. Jan. 1949, S. 38–39
7. ↑  Tin Pan Alley Project, Michael Garber: After the Ball (Memento vom 17. Juli 2011 im Internet Archive).